# Ozaki orthorchis
Ozaki orthorchis är en plattmaskart. Ozaki orthorchis ingår i släktet Ozaki och familjen Opecoelidae. Inga underarter finns listade i Catalogue of Life.